# Liriomyza erucifolli
Liriomyza erucifolli is een vliegensoort uit de familie van de mineervliegen (Agromyzidae). De wetenschappelijke naam van de soort is voor het eerst geldig gepubliceerd in 1944 door de Meijere.